# Plaça Major (Castelló de la Plana)
La plaça Major és una de les principals places de Castelló de la Plana. Concentra tres dels edificis més emblemàtics de la ciutat: l'Ajuntament, la concatedral de Santa Maria i el Fadrí.
És una cèntrica plaça situada en un dels punts més concorreguts de la ciutat. Des del primer moment de la fundació de Castelló, la Plaça Major, se troba en la mateixa localització. Però els seus monuments si que han canviat com l'ajuntament que es troba el primer cementeri Cristià i com la font on es trobava antigament un arbre llorer. En ella se celebren totes les festes i actes lúdics que se celebren en la ciutat.